# إسلام ويب
إسلام ويب هو موقع إسلامي دعوي قطري تم تدشينه منذ عام 1998م. يضُم الموقع مَليونَي صفحة إلكترونية، ويحتوي على 250,000 فتوى، و200,000 استشارة، و203,352 مِلَف صوتي، وبلغ عدد زائريه 70 مَليون زائر خلال عام 2011 فقط زاروا خلالها 369 مليون صفحة. أضف إلى هذا بوابات اللغات الأربع (الإنجليزية، والفرنسية، والإسبانية، والألمانية) يندرج تحت كل منها عدد كبير من القضايا والخدمات.
واحتل إسلام ويب الترتيب الأول بين المواقع الدينية والروحية الإسلامية منها وغير الإسلامية على مستوى العالم عام 2007م من بين 90 مَليون موقع على الإنترنت تمتع خلالها بقربه من قائمة المواقع الخمسمائة الأكثر استخدامًا على الشبكة العنكبوتية على اختلاف لغات واهتمامات مواقعها ومستخدميها[بحاجة لمصدر].

## أهداف موقع إسلام ويب
يسعى (إسلام ويب) إلى ترسيخ القيم الإسلامية، وتحقيق جملة من الأهداف، ومنها:
- نشر العقيدة الإسلامية الصحيحة، والعلوم الشرعية المبنية على الدليل من الكتاب والسنة.
- توضيح الصورة الصحيحة للإسلام والمسلمين، وإبراز محاسن هذا الدين وشموليته واعتداله.
- الاهتمام بقضايا المسلمين كافة، وعلى جميع الأصعدة، وفي جميع المجالات.
- الاهتمام بدعوة غير المسلمين بالطريقة الصحيحة، وفق المنهج القويم.
- عرض المواد بطريقة مهنية، مع مراعاة الأصالة والمنهجية والموضوعية.
- جمع كلمة المسلمين، والتواصل والحوار مع الآخرين، ضمن الثوابت.
- تقديم الخدمات الممكنة لزوار الموقع، ليكون بوابة شاملة على الإنترنت.

## الرسالة
”المرجعية والملاذ الإعلامي الأول على الإنترنت والذي يحقق للناس السعادة من خلال مساعدتهم في تطبيق الإسلام منهجًا للحياة ”

## المحتويات
1. إسلاميات وثقافة وإعلام.
2. فتاوى.
3. استشارات.
4. بنين وبنات.
5. صوتيات ومرئيات.
6. المكتبة الإسلامية.
7. القرآن الكريم.
8. الخدمات.
9. المواريث.

## محاور الموقع الرئيسية

### إسلاميات وثقافة وإعلام
يضم هذا المحور ركائز العلوم الشرعية من القرآن الكريم والحديث النبوي والعقيدة والسيرة والتاريخ بجانب بعض المواضيع والقضايا الفكرية والثقافية. ويتم تناول هذه المواضيع في صورة كتب ومقالات بصورة منهجية، فعلى سبيل المثال نجد في قسم الحديث وعلومه بعض الأقسام الفرعية مثل «موسوعة الحديث الشريف، أمثال السنة النبوية، مكتبة السنة، إعجاز السنة النبوية، الأحاديث القدسية، شبهات حول السنة النبوية، وغيرها.» ويتفرع من هذه الأقسام أقسام أخرى، وهكذا في باقي أقسام هذا المحور.

### إحصائيات المحور
عدد الإطلالات: يتراوح من 55000 إلى 75000.
النسبة إلى إطلالات الموقع: 7%.

### الفتاوى
موقع إسلام ويب قد أسس أضخم مركز للفتوى على الإنترنت، حيث أصبح بذلك الموقع الأول الذي يقدم خدمة الفتاوى الشرعية في القضايا المختلفة بصفة يومية وبإشراف فريق عمل من المتخصصين في مختلف العلوم الشرعية.
ويجيب إسلام ويب عبر قسم الفتوى المتخصص على حوالي 200 فتوى يوميًا، بعضها يتم الرد السريع عليه من خلال الفتاوى التي تم الرد بها سابقًا على نفس الأسئلة. وتبلغ نسبة الأسئلة التي ترد إلى مركز الفتوى وتم الرد عليها سابقًا حوالي 70% من إجمالي الأسئلة الواردة يوميًا.
وتمر الفتوى من لحظة ورودها من السائل إلى لحظة الرد والنشر على الموقع بالعديد من المراحل التي تهدف إلى ضمان جودة الفتوى من ناحية الحكم الشرعي ومناسبتها للسؤال. وتتضمن هذه المراحل المطابقة والتوزيع والتحرير والمراجعتين الأولى والثانية ثم التدقيق اللغوي ثم النشر.
ويحتوي الموقع حاليا أكثر من 250 ألف فتوى، تدور حول القضايا الإسلامية المختلفة، من العبادات والمعاملات والأحوال شخصية. وتتوفر الفتاوى بلغات عدة إلى جانب اللغة العربية، كالإنجليزية والفرنسية والإسبانية. ويتراوح عدد الإطلالات على المحور بين 45000 إلى 50000. والنسبة على إطلالات الموقع: 5%.

### الاستشارات
يمكن تسمية محور الاستشارات بمحور «الراحة والطمأنينة»، يهتم ركن الاستشارات بالإجابة على أسئلة الزوار المتعلقة بالجوانب الاجتماعية، والنفسية، والطبية، والشبابية، والأسرية، والثقافية، وذلك بالتعاون مع مجموعه من الأطباء والاختصاصيين في شتى المجالات. ويقدم هذا الركن المعلومة بشكل تثقيفي إرشادي ممتع، ويمكن للزائر التنقل بين فروعه: الطبية، والنفسية، والشبابية، والاجتماعية، والثقافية، حيث يجد فيها الكثير من النصائح والإرشادات لكل ما يصادفه في حياته الخاصة وفي علاقاته بمجتمعه وبيئته. وتمر الاستشارة بمراحل متعددة من زمن وصولها إلى فريق الاستشارات حيث تحول على المستشار المختص للإجابة ثم تمر الإجابة بمرحلة المراجعة الإملائية واللغوية، وعنونتها، وفهرستها ثم نشرها على الموقع. ويحرص قسم الاستشارات كثيراً على تقديم استشارة متكاملة تغطي كل أجزاء المشكلة، فعند تفرع السؤال يقوم القسم بتحويله إلى اختصاصيين أو ثلاثة حسب ما تتطلب الحالة وكل حسب اختصاصه.
وينتهج قسم الاستشارات السرية الكاملة في عمله وهذا حق للزائر، فلا تنشر كل الاستشارات على الصفحة الخارجية، وإنما هناك استشارات لا يطلع عليها إلا أصحابها نظراً لخصوصية الموضوع، أو طلب الزائر عدم عرض رسالته، أو عدم صلاحية الاستشارة لعرضها وتصل نسبة الاستشارات السرية إلى حوالي 50% من إجمالي ما تمت إجابته من فتاوى. وتتراوح عدد الإطلالات بين 15000 إلى 18000.
والنسبة على إطلالات الموقع: 1.8%ط

### بنين وبنات
- بنين وبنات موقع متخصص للأطفال تم إنشاؤه تحت إطار موقع «إسلام ويب.نت».

- الموقع به العديد من الأعمال الموجهة للأطفال أكثرها يميل إلى الجانب التعليمي والتربوي، الترفيهي.
- ويتضمن الموقع الكثير من الأعمال ذات الصبغة الإسلامية ولكن في قالب ترفيهي للأطفال وذلك باستخدام الكثير من الرسوم المتحركة والمؤثرات الصوتية والدراما المتخصصة للأطفال.
- والموقع يشمل الألعاب الترفيهية والتي تضمن أيضا العديد من الفوائد التعليمية والتربوية مما يضعها في قالب التعليم الترفيهي المعروف بالEdutainment.
- يحتوي موقع بنين وبنات على مجموعة من الأقسام وهي «بيت العلوم، إسلامنا، قصص الأنبياء، بيت المرح، بوابة الترفيه، حياة النبي، عظماء الإسلام، القرآن، مكارم الأخلاق، اسمع واستمتع واحة رمضان». وتجدر الإشارة هنا إلى أن موقع بنين وبنات قد فاز بجائزة القمة العالمية لمجتمع المعلومات التابعة للأمم المتحدة كأحسن موقع ترفيهي تفاعلي للأطفال "WSA 2007". ويتراوح عدد الإطلالات بين 15000 إلى 17000. والنسبة على إطلالات الموقع: 1.7%.

### صوتيات ومرئيات
أكثر محاور الموقع زيارة، فأكثر ما يبحث عنه زوار المواقع الإسلامية على الإطلاق هو الصوتيات والمرئيات ولذلك يولي له الموقع أهمية كبيرة سواء من ناحية المواد المعروضة والإتيان بكل ما هو جديد في العالم من صوتيات أو من ناحية جودة هذه المواد ونقائها وسهولة تحميلها من خلال الموقع. ويوجد بداخل هذا المحور العديد من المحاور الفرعية مثل "القرآن الكريم، محاضرات ودروس، محاضرات مفرغة، خطب الجمعة، أناشيد، أدعية مختارة، القراءات العشر، البث المباشر، الإذاعة المختارة، تعليم اللغة العربية، تعليم أحكام التجويد، وغيرها”. فكما يمكن للزائر الاستماع إلى المحاضرات أو تنزيلها يمكنه أيضًا قراءة نصها أو النسخ منها وإرسالها إلى صديق أو أن يجهز من محتواها مشاركة في منتدى أو في مدونته الخاصة.
ولضمان وصول الزائر إلى المعلومة بسهولة ويسر، تم تقسيم هذه النصوص موضوعياً ليس على مستوى عنوان المحاضرة فقط بل أيضاً على مستوى كل فقرة من فقرات محتوياتها.
لم يبق إلا أن نذكر أن كل زائر يمكنه أن يستمتع بإنشاء إذاعته الخاصة والاستماع على موادها على مدار الساعة حيث يكون هو المخرج والمذيع والمستمع لان العرب معروف عنهم نقص المقروئية. ويتراوح عدد الإطلالات بين 440000 إلى 450000. والنسبة على إطلالات الموقع: 49%.

### المكتبة الإسلامية
تعد المكتبة الإسلامية في موقع إسلام ويب من أولى المكتبات الإلكترونية على الشبكة العنكبوتية، لما تحتوي على أمهات الكتب الشرعية والمنهجية، في شتى فروع العلم وتصنيفاته، كالفقه، والعقيدة، والسيرة، والتراجم والسير....الخ، ومن ثَمَّ فالمكتبة الإسلامية العامرة تمثل إسهاماً حقيقياً لتقريب العلوم الشرعية، ومن خلال خدمات الفهارس والتقسيم الموضوعي يمكن للمستخدم الوصول إلى المعلومة التي يبحث عنها بأكثر من طريقة سواء عبر البحث النصي المعتاد أو الصرفي الذي يراعي التراكيب والمرادفات والمعاني أو البحث بدلالة الموضوعات وما يندرج تحتها من نتائج في مختلف جوانب المكتبة. ويتراوح عدد الإطلالات بين 18000 إلى 23000. والنسبة على إطلالات الموقع: 2%.

### القرآن الكريم
انطلاقا من الأهمية الكبيرة للقرآن الكريم والذي يعتبر أول مصدر من مصادر التشريع والمعجزة الإلهية العظيمة، فقد أقام موقع إسلام ويب هذا المحور والذي يحتوي على كل ما يتعلق بعلوم القرآن الكريم مثل «تفسير القرآن، إعجاز القرآن، القراءات العشر، نزول وجمع القرآن، مصطلحات قرآنية، شبهات حول القرآن، ألفاظ قرآنية، أمثال قرآنية، ترجمة القرآن الكريم، أسباب النزول، وغيرها.» في صورة مقالات.كما أنفرد موقع إسلام ويب بنشر القرآن الكريم مكتوبًا بالرسم العثماني، لأول مرة على الإنترنت. ومن ثَمَّ تبلورت فكرة نشر القراءات العشر الأخرى بنفس الطريقة، بحيث يتم تمييز الكلمات والألفاظ التي تخالف رواية حفص عن عاصم -وهي الرواية المشهورة في الخليج العربي- بلون مختلف، ليستطيع القارئ التنبه لتلك الكلمات أثناء القراءة. كما تم وضع دليل للألوان المستخدمة في كل صفحة، بحيث يستطيع القارئ الاستفادة من تلك المصاحف في قراءة القرآن بالقراءات الأخرى إضافة إلى ربط كل ملف صوتي للقرآن الكريم في قسم الصوتيات بالملف النصي، بحسب القراءة.

### الخدمات
يعتبر هذا المحور أهم الطرق التفاعلية مع زوار الموقع ونتاج تلبية رغبات الزوار والتي تتولد مع استخدامهم للمحاور الأخرى للموقع. فمن الخدمات المقدمة بموقع إسلام ويب «رسائل الجوال، صندوق الهدايا، تحويل عملات، الأحوال الجوية، مواقيت الصلاة، اختبر معلوماتك، وغيرها.» ويتراوح عدد الإطلالات من 300000 إلى 320000.
النسبة إلى إطلالات الموقع: 33%.

### المواريث
هي حاسبة إلكترونية لحساب الميراث الشرعي لكل وارث ونسبته ومقدار حصته مع توضيح موجز لحالة كل وارث ونصيبه الشرعي ويبين حجب كل من يتم حجبه من الورثة.

## إحصائيات

### إحصائيات زوار الموقع
• يتراوح عدد زوار الموقع بين: 140000 إلى 150000 يوميًا.
• وصل عدد الزوار في بعض الأيام إلى: 172000 زائر.
• يتراوح عدد الإطلالات بالموقع بين : 850000 إلى 950000 يوميًا.
• وصل عدد الإطلالات في بعض الأيام إلى : 1,061,340.
• يتراوح عدد الدول التي تزور الموقع بين: 140 إلى 150 دولة يوميًا.
• أكثر الدول زيارة للموقع هي: مصر، المغرب، السعودية، بريطانيا، الجزائر، الإمارات، فرنسا، فلسطين، أمريكا، الكويت، قطر.

### إحصائية في خلال شهر رمضان
• يتراوح عدد الزيارات في الموقع خلال شهر رمضان بين: 1,100,000 إلى 1,500,000 زيارة يوميًا.
• يتراوح عدد الزوار في الموقع خلال شهر رمضان بين : 150000 إلى 160000 زائر يوميًا.

### الموقع بلغة الأرقام
أكثر من 74.000 فتوى بلغات مختلفة.
أكثر من 67 ختمة للقرآن الكريم.
أكثر من 66.500 ملف صوتي.
أكثر من 300.000 مشترك.
أكثر من 800.000 صفحة.
أكثر من 50.000 زائر يوميًا.

### عدد صفحات الموقع العربي
1- الحديث الشريف: 183441.
2- المقالات: 34321.
3- القرآن والتفسير: 45000.
4- الاستشارات: 47676.
5- الفتوى: 80408.
6- المكتبة: 450000.
7- الخدمات: 70000.
8- الصوتيات: 147145.

## إسلام ويب الانجليزي
وباختيار إسلام ويب للغة الانجليزية لتكون الثانية التي تقدم بها خدماتها بعد اللغة العربية هدف وهو توفير خدمات الموقع لـ 500 مليون شخص يتحدثون الإنجليزية كلغة أم إضافة إلى من يتحدثون الإنجليزية من ملايين المواطنين في 73 دولة حول العالم وتعتبر الانجليزية لغة رسمية بها.
ويوجه الموقع الإنجليزي خدماته للمسلمين بشكل أساسي إضافة إلى خدمات ومحتويات تعريفية بالإسلام. ويتضمن الموقع العديد من الخدمات التي تهدف إلى رفع ثقافة المسلم في الغرب بدينه وربطه بالمجتمع المسلم حول العالم إضافة إلى تقديم الدعم المعرفي للإجابة عما يحتاج للاستفسار عنه من أمور دينه.
ويقدم الموقع خدمات الفتوى والصوتيات والمقالات والأخبار إضافة إلى محاور موسمية متخصصة تطلق مع كل مناسبة يمر بها العالم الإسلامي.
ومن منطلق مراعاة إسلام ويب لتوفير خدماتها لكافة الشرائح كان المسلم الصغير في الغرب من أهم المستفيدين من خدمات موقع إسلام ويب حيث توفر إسلام ويب في الإصدار الإنجليزي لموقع بنين وبنات موادًا جذابة للأطفال تراعي حال المسلمين في الغرب والقضايا التي يواجهونها في حياتهم وكيفية التفاعل معها. ويبلغ عدد صفحات الموقع الإنجليزي:
- المقالات: 20982.
- الاستشارات: 1341.
- الفتاوى: 12384.
- الخدمات: 70000.
- صوتيات: 14700.
- المجموع: 104707.

## الموقع الفرنسي
قررت إسلام ويب اعتماد اللغة الفرنسية لتكون اللغة الأجنبية الثالثة التي يقدم بها الموقع خدماته لقطاع كبير من مستخدمي الإنترنت. والفرنسية هي اللغة الأم لأكثر من 70 مليون نسمة، ويتحدث بها حوالي 100 مليون شخص آخر كلغة رسمية في أكثر من 33 دولة كما تنتشر في عدد من شعوب العالم الإسلامي.
وموقع إسلام ويب في نسخته الفرنسية ينتظر أن يشهد في الفترة القادمة إضافات عديدة ستضيف إلى خدماته الحالية من فتاوى وصوتيات عددًا من الخدمات الأخرى التي تشمل المقالات والكتب الإلكترونية إضافة إلى الإصدار الفرنسي من موقع بنين وبنات والخاص بالطفل المسلم الناطق بالفرنسية. ويبلغ عدد صفحات الموقع الفرنسي حاليًا من الفتاوى 3000، والمقالات: 1000.

## الموقع الإسباني
وفي إطار اهتمام إسلام ويب بمخاطبة كل البشر على مختلف لغاتهم كانت اللغة الإسبانية على قائمة اللغات التي تم اختيارها للتوسع في تقديم الخدمات بلغات أخرى بخلاف لغات الموقع الثلاث لتكون أول لغات مشروع إسلام ويب دوت جلوبال ترى النور. ومن أكبر ما يميز تقديم إسلام ويب لخدماتها في الإصدار الإسباني للموقع هو سعيها الحثيث في ربط سكان هذه البقعة من العالم الواقعة في جنوبه الغربي مع إخوانهم المسلمين والذين انقطعت صلتهم بهم منذ سنوات بعيدة حين هاجر عدد كبير من المسلمين إلى هذه البلاد واستقروا فيها. وإسلام ويب بتقديمها لمختلف خدماتها اليوم باللغة الإسبانية لا تتحرك فقط عبر المكان لتصل إلى مناطق جغرافية أوسع بل إنها تتحرك عبر الزمان لتربط جاليات مسلمة وعربية لم يعد يربطها بماضيها ودينها إلا حكايات الأجداد والعادات والأعياد وأصبح العالم الإسلامي لا يعرف عنهم وعن قضاياهم إلا النزر اليسير.

## جوائز عالمية
شهد لموقع إسلام ويب أكثر من خبير في جائزة القمة العالمية التابعة لهيئة الأمم المتحدة لينال موقع إسلام ويب الجائزة في مجال التعليم الإلكتروني في عام 2005م وجائزة القمة العالمية في مجال الترفيه الإلكتروني لعام 2007م وحاز على المركز الأول في فئة المحتوى الإلكتروني في مسقط 2009م ليعتبر كذلك قصة نجاح متميزة
ويرى بعض المراقبين أن موقع إسلام ويب هو الأول من بين المواقع الإسلامية.

## حجب إسلام ويب
في شهر أبريل من عام 2020 تم حجب موقع إسلام ويب في المملكة العربية السعودية من قبل وزارة الإعلام، ولم يصدر أي بيان وتصريح عن سبب حجب الموقع.[بحاجة لمصدر]